# Brian A. Hopkins
Pour les articles homonymes, voir Hopkins.
Œuvres principales
- The Licking Valley Coon Hunters Club
- Cinq jours en avril

Brian A. Hopkins, né le 29 décembre 1960 à Altoona en Pennsylvanie, est un écrivain américain d'horreur.

## Œuvres

### SérieMartin Zolotow
- (en) The Licking Valley Coon Hunters Club, Yard Dog Press, 2000Prix Bram Stoker du meilleur premier roman 2000 - Publié ensuite dans le volume regroupant deux romans courts Lipstick, Lies, and Lady Luck aux éditions Five Star en 2004
- (en) The Bikini Bottoms Optional Oyster Bar, Five Star, 2004  (ISBN 1-59-414070-7)in Lipstick, Lies, and Lady Luck

### Recueils de nouvelles
- (en) Something Haunts Us All, Macabre, Inc, 1995
- (en) Flesh Wounds, 1998
- (en) These I Know by Heart, Vox 13 Publishing, 2001
- (en) Salt Water Tears, Dark Regions Press, 2001

### Nouvelles traduites en français
- Je marche au milieu des vivants, 2000 ((en) To Walk Among the Living, 1992)Parue initialement dans la revue Ténèbres, no 9, aux éditions Dreampress et publiée ensuite dans le recueil 11 minutes en septembre aux éditions Dreampress, collection 100tinelles, no 2, 2006
- Au bout de la route, 2003 ((en) Road's end, 1996), trad. Sylvie MillerParu initialement dans The Adventures of Sword and Sorcery ; in Asphodale no 2, Éditions Imaginaires Sans Frontières
- L'Éternelle mascarade, 2006 ((en) The Endless Masquerade, 1996)Publiée dans le recueil 11 minutes en septembre aux éditions Dreampress, collection 100tinelles, no 2
- Par la petite porte, 2006 ((en) Out the Back Door, 1997)Publiée dans le recueil 11 minutes en septembre aux éditions Dreampress, collection 100tinelles, no 2
- Cinq jours en avril, 2000 ((en) Five Days in April, 1999)Parue initialement dans la revue Ténèbres, no 11-12, aux éditions Dreampress et publiée ensuite dans le recueil 11 minutes en septembre aux éditions Dreampress, collection 100tinelles, no 2, 2006 - Prix Bram Stoker de la meilleure nouvelle longue 1999
- Papy va à la pêche, 2006 ((en) Gramps Goes Fishing, 1999)Publiée dans le recueil 11 minutes en septembre aux éditions Dreampress, collection 100tinelles, no 2
- Ceux à qui j'appartiens, 2006 ((en) People I belong to, 2000)Publiée dans le recueil 11 minutes en septembre aux éditions Dreampress, collection 100tinelles, no 2
- 11 minutes en septembre, 2006 ((en) Eleven Minutes in September, 2001)Publiée dans le recueil 11 minutes en septembre aux éditions Dreampress, collection 100tinelles, no 2
- Au Nord, 2006 ((en) North, 2001)Publiée dans le recueil 11 minutes en septembre aux éditions Dreampress, collection 100tinelles, no 2
- Dix jours en juillet, 2006 ((en) Ten Days in July, 2001)Publiée dans le recueil 11 minutes en septembre aux éditions Dreampress, collection 100tinelles, no 2

## Récompenses
- Prix Bram Stoker de la meilleure nouvelle longue 1999 pour Cinq jours en avril.
- Prix Bram Stoker du meilleur premier roman 2000 pour The Licking Valley Coon Hunters Club.
- Prix Bram Stoker de la meilleure anthologie 2001 pour Extremes 2: Fantasy and Horror from the Ends of the Earth.
- Prix Bram Stoker de la meilleure nouvelle longue 2002 pour El Dia de los Muertos .